# Бетт, Эммануэль
Эммануэль Кипкемеи Бетт (род. 30 марта 1985, Кения)— кенийский легкоатлет, который специализируется в беге на длинные дистанции. 
Выступления на международных соревнованиях начал в 2011 году. Занял 4-е место на 10-километровом пробеге World 10K Bangalore 2011 года. На отборочных соревнованиях в олимпийскую сборную 2012 года занял 4-е место в беге на 10 000 метров и 5-е место на дистанции 5000 метров, тем самым не вошёл в сборную Кении. Победитель мемориала Ван-Дамма 2012 года в беге на 10 000 метров с результатом 26.51,16. Победитель кросса Cross Internacional de Soria 2012 года. Двукратный победитель мемориала памяти Эмиля Затопека в Мельбурне в 2011 и 2012 годах.
Серебряный призёр кросса Cross Internacional de Itálica 2013 года. 27 октября 2013 года выиграл пробег Great South Run.
28 марта 2015 года выиграл полумарафон в Аспейтии — 1:00.08.